# SCMaglev

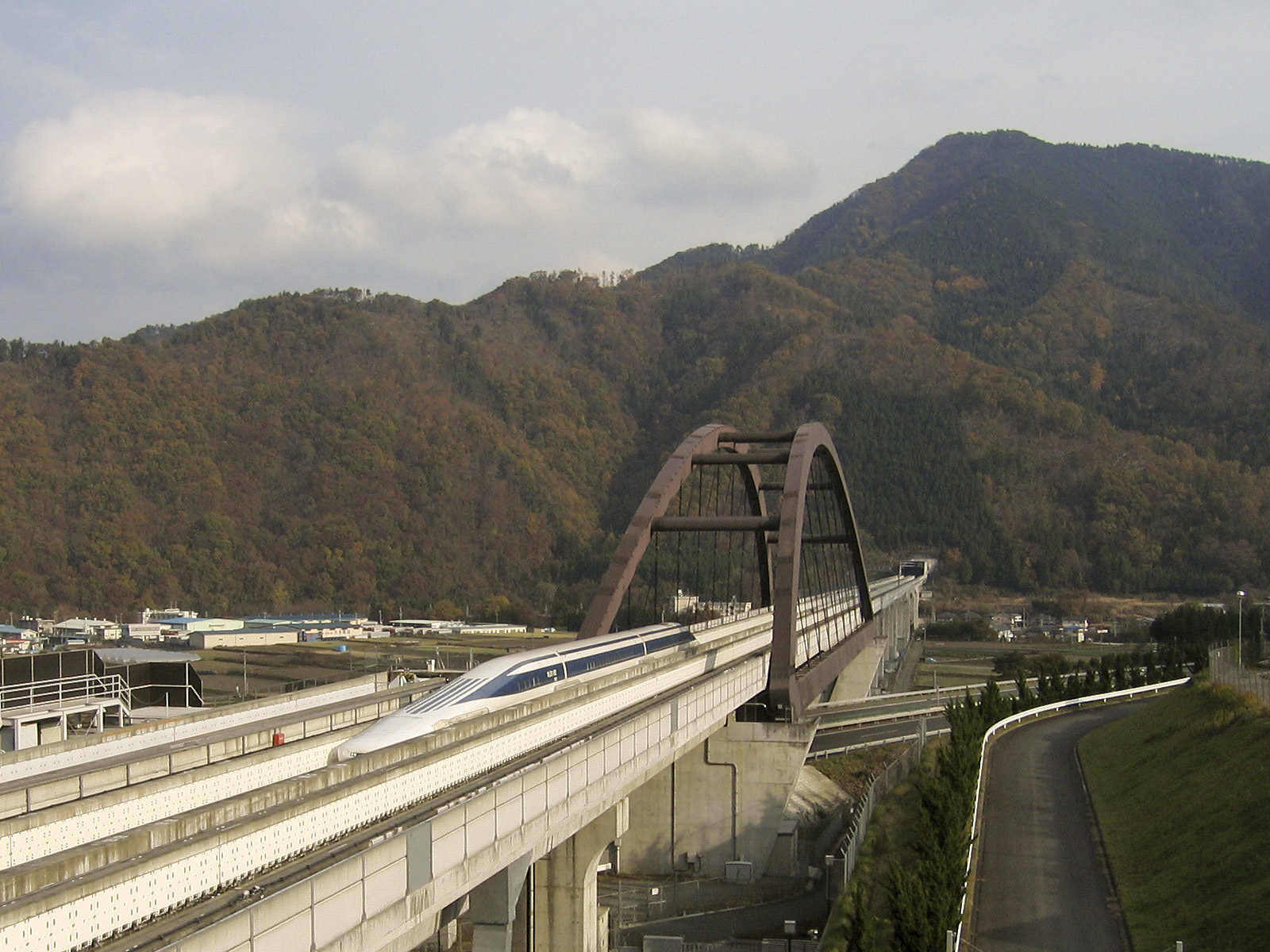
JR-Maglev, MLX01, na linha de testes Yamanashi

O SCMaglev é um sistema de comboios de levitação magnética desenvolvido pelo Japan Railway Technical Research Institute (uma associação do grupo Japan Railways), composto por um máximo de 5 carruagens para circular na linha de testes maglev de Yamanashi. No dia 21 de abril de 2015 , um conjunto de 3 carruagens tripuladas atingiu uma velocidade máxima de 603 km/h (record mundial para comboios maglev). É um dos últimos desenhos da série Comboios maglev em desenvolvimento no Japão desde a década de 1960.

## Elementos fundamentais da tecnologia

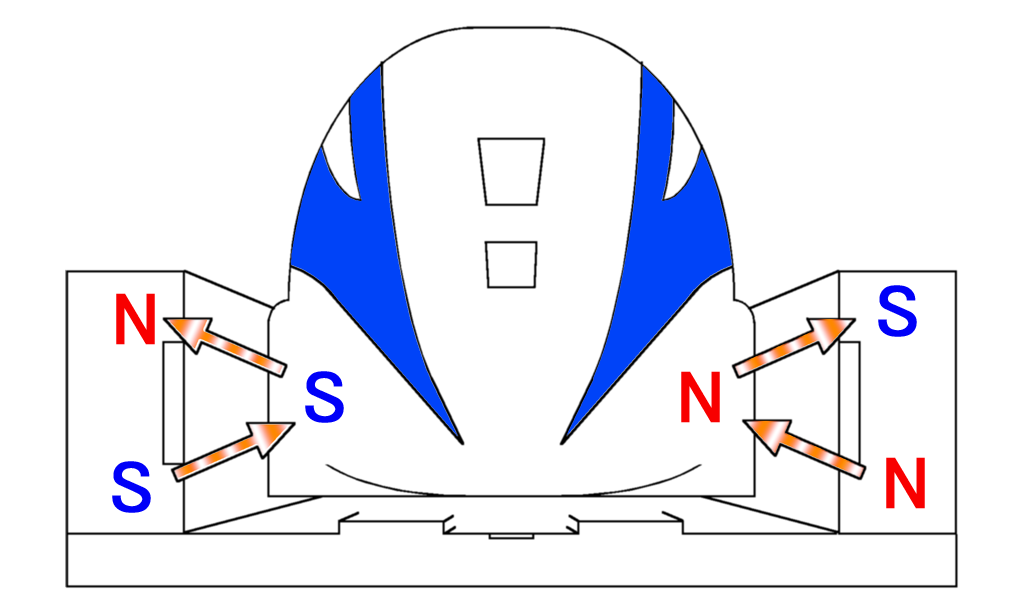
Sistema de Levitação

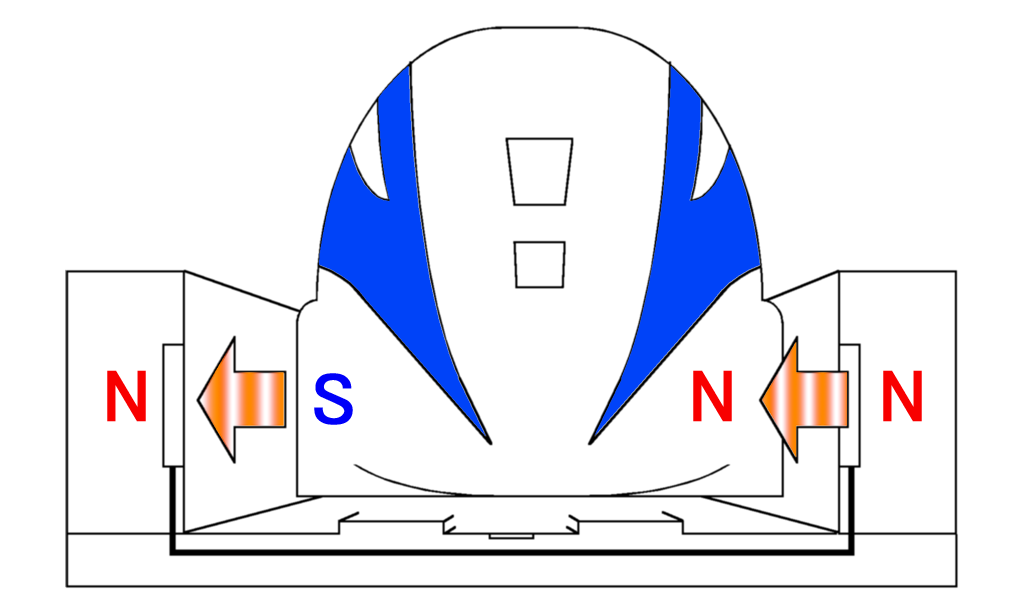
Sistema Guia

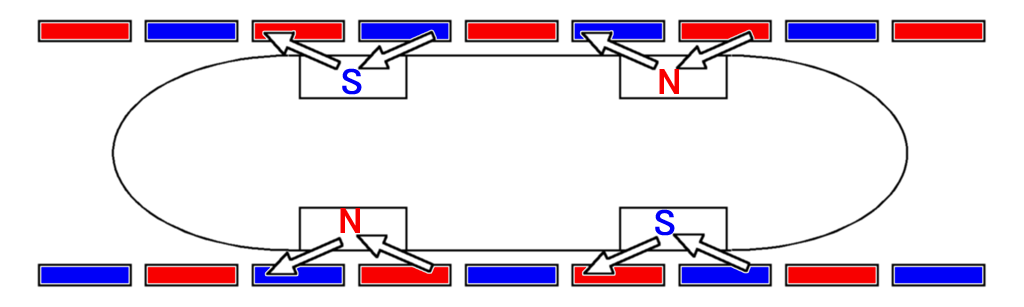
Sistema de Condução

Os comboios de levitação magnética dão uso a um sistema de levitação, um sistema guia e um sistema de condução.

### Levitação
O comboio de levitação JR-Maglev usa um sistema de Suspensão Electro-Dinâmico (EDS). Os campos magnéticos em movimento criam uma força de reacção num condutor devido ao efeito do campo magnético. Esta força é a que sustem o comboio no ar. Os comboios maglev têm espirais magnéticas supercondutoras e as guias contem as espirais de levitação.
Quando o comboio circula a alta-velocidade, as espirais de levitação na guia produzem forças de reacção em resposta à aproximação das espirais magnéticas supercondutoras a bordo dos comboios.
O EDS tem a vantagem de ter espaços mais largos que o EMS, mas o EDS necessita do apoio de rodas que são empregadas quando circula a baixas velocidades, pois o EDS não consegue produzir uma força de levitação suficientemente forte a baixas velocidades (150 km/h ou menos no JR-Maglev). No entanto, uma vez que o comboio atinge uma determinada velocidade, as rodas são de facto rectraídas de modo a que o comboio possa literalmente "voar".

### Guia
As espirais de levitação que estão localizadas na guia da via geram também forças de condução e estabilização.

### Condução
O JR-Maglev é conduzido por um sistema de Motor Linear Sincronizado (LSM). Este sistema é necessário para fornecer energia às espirais na guia da via.

## Linhas experimentais na Prefeitura de Yamanashi
As linhas experimentais de Yamanashi são instalações que têm actualmente uso prático. Inclui cerca de 18.4 km de carrís (incluindo 16,0 km de túneis).

## História

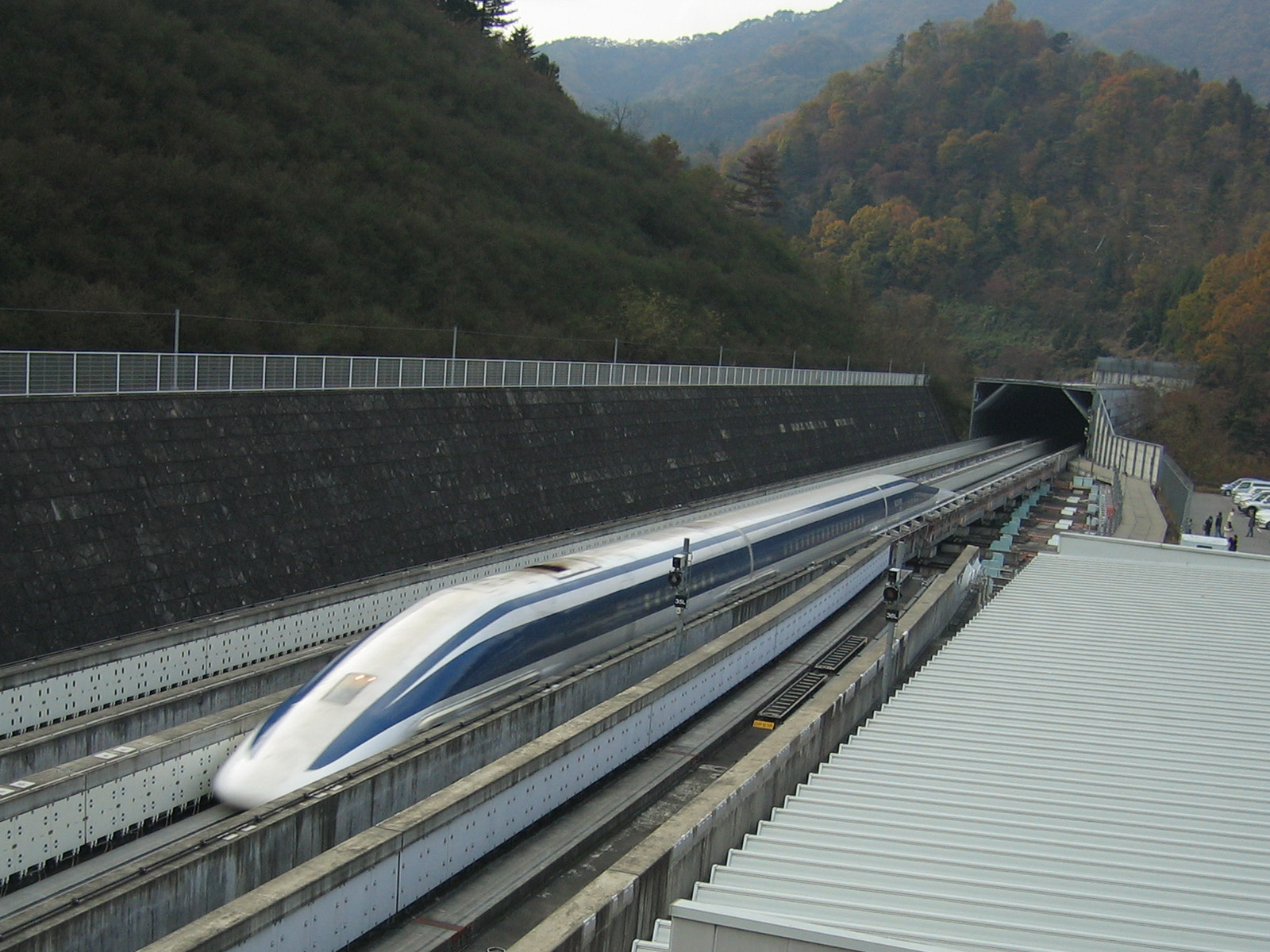
JR-Maglev em Yamanashi

- 1962 – Início da pesquisa da tecnologia.
- 1977 – A Prefeitura Miyazaki começou a aplicar a tecnologia ao transporte ferroviário.
- 1979 – O comboio experimental ML500 alcança a velocidade de 517 km/h (sem passageiros).
- 1987 – Atinge a velocidade de 400.8 km/h com passageiros.
- 1997 – As viagens experimentais começam nos carrís de Yamanachi (MLX01) em Abril. Em Dezembro atinge a velocidade de 531 km/h com passageiros.
- 2003 – Atinge a velocidade de 582 km/h com passageiros.
- 2004 – O número de passageiros na viagem experimental aberta ao público em Maglev excede as 80.000 pessoas. Teste de dois comboios passarem um pelo outro a uma velocidade relativa máxima de  1.026 km/h.
- 2005 - O Príncipe Real Naruhito fez uma viagem de teste no Maglev.